# Hypselodelphys hirsuta
Hypselodelphys hirsuta är en strimbladsväxtart som först beskrevs av Ludwig Eduard Loesener, och fick sitt nu gällande namn av Jean Koechlin. Hypselodelphys hirsuta ingår i släktet Hypselodelphys och familjen strimbladsväxter. Inga underarter finns listade.